# Lonchaea biarmata
Lonchaea biarmata är en tvåvingeart som beskrevs av Macgowan 2007. Lonchaea biarmata ingår i släktet Lonchaea och familjen stjärtflugor.
Artens utbredningsområde är Taiwan. Inga underarter finns listade i Catalogue of Life.